# Forcipomyia uncusipenis
Forcipomyia uncusipenis är en tvåvingeart som beskrevs av Yu och Zhang 1982. Forcipomyia uncusipenis ingår i släktet Forcipomyia och familjen svidknott. Inga underarter finns listade i Catalogue of Life.